# Annie Parisse
Annie Parisse (Anchorage (Alaska), 31 juli 1975), geboren als Anne Marie Cancelmi, is een Amerikaanse televisie- en theateractrice.

## Biografie
Parisse nam haar artiestennaam van haar overgrootmoeder Anna Maria Parisse, zij was de oma van haar vader. Parissi groeide op in Mercer Island (Washington) waar zij naar de high school Mercer Island High School ging en haar diploma in 1993 haalde om daarna naar de Universiteit van Fordham te gaan in New York. Daar vertolkte zij een aantal rollen in theatervoorstellingen waaronder Antigone en Medeia. In haar verdere carrière bleef zij actief in het theater waar zij diverse rollen vertolkt(e).
Parisse begon in 1999 met acteren voor televisie in de film On the O.T.. Hierna heeft zij nog meerdere rollen gespeeld in films en televisieseries zoals As the World Turns (2002), How to Lose a Guy in 10 Days (2003), Monster-in-Law (2005), Law & Order (2002-2006) en Rubicon (2010). Voor haar acteren in de televisieserie As the World Turns werd zij in 2001 genomineerd voor de Daytime Emmy Awards in de categorie Uitstekende Jonge Actrice in een Dramaserie.

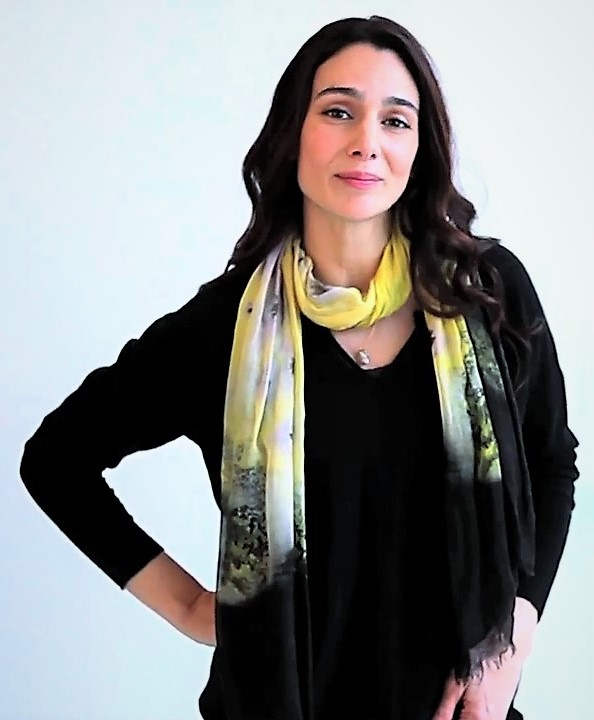
Annie Parisse in 2015

## Filmografie

### Films
Uitgezonderd korte films.
- 2021 Giving Birth to a Butterfly - als Diana
- 2018 Paterno - als Mary Kay Paterno
- 2015 Anesthesia - als Rachel
- 2014 And So It Goes - als Kate
- 2014 Wild Canaries - als Eleanor
- 2012 One for the Money - als Mary Lou
- 2012 Price Check - als Sara Cozy
- 2010 The Tested – als Lisa Varone
- 2010 My Own Love Song – als Nora
- 2009 Tickling Leo – als Delphina Adams
- 2009 First Person Singular – als Mimi
- 2008 Bubble-Rama – als Darcy
- 2008 Definitely, Maybe – als Anne
- 2008 Woman in Burka – als Annie
- 2008 What Just Happened? – als ontstuimige actrice
- 2007 Blackbird – als Angie
- 2005 Prime – als Katherine
- 2005 Monster-in-Law – als Morgan
- 2004 National Treasure – als agent Dawes
- 2004 Beverly Hills S.U.V. – als Taylor Stevens
- 2004 Pagans – als Elise Ashton
- 2004 NYPD 2069 – als Gina Zal
- 2003 How to Lose a Guy in 10 Days – als Jeannie
- 1999 On the O.T. – als Wendy

### Televisieseries
Uitgezonderd eenmalige gastrollen.
- 2020 Mrs. America - als Midge Costanza - 3 afl.
- 2017 - 2019 Friends from College - als Sam - 16 afl.
- 2018 The First - als Ellen Dawes - 4 afl.
- 2018 The Looming Tower - als Liz - 8 afl.
- 2011 - 2016 Person of Interest - als Kara Stanton - 8 afl.
- 2016 Vinyl - als Andrea Zito - 8 afl.
- 2013 The Following - als Debra Parker - 14 afl.
- 2011 Unforgettable – als Elaine Margulies – 2 afl.
- 2010 Rubicon – als Andy – 7 afl.
- 2010 The Pacific – als Lena Basilone – 2 afl.
- 2005 – 2006 Law & Order – als assistente openbare aanklager Alexandra Borgia – 33 afl.
- 1998 - 2003 As the World Turns - Als Julia Lindsey Snyder - vaste rol 1998-2001, 2002 (gastrol), 2003 (gastrol)

## Theaterwerk opBroadway
- 2012 Clybourne Park - als Betsy / Lindsey
- 2007 Prelude to a Kiss - als Rita

- Bibliothèque nationale de France: cb16902704b (data)
- International Standard Name Identifier: 0000 0000 4877 3433
- Library of Congress Control Number: no2006043781
- Nationale Bibliotheek van Israël: 987007325977905171
- Virtual International Authority File: 31747843
- WorldCat: E39PBJtMk8HtBR4bBRPDFxRdwC